# 猫回虫
猫回虫 (ねこかいちゅう、Toxocara cati) とは、世界中に分布するネコおよびネコ科動物を宿主とするもっとも一般的な回虫。成虫は宿主の消化管に寄生する。成猫では通常は無症状であるが、幼猫への大量感染では致死的となり得る。
まれにヒトに感染し、肺や肝臓などの内臓幼虫移行症を発症する事がある。ヒトへの感染原因として、鳥レバーや牛レバーの生食による可能性が指摘されている。